# Daughter of time
Daughter of time is het derde studioalbum van het Britse Colosseum.
In de overgangsperiode van James Litherland naar Clem Clempson werd op de Amerikaanse markt The grass is greener uitgebracht; het album werd niet in Europa uitgegeven. Toen de opnamen voor Daughter of time begonnen bestond Colosseum eigenlijk uit vijf muzikanten. Zij trokken de Landsdowne Studios in om Daughter op te nemen onder leiding van muziekproducent en manager Gerry Bron. Er werden gedurende de sessie twee basgitaristen gebruikt, waarvan Mark Clarke het blijvertje was, Louis Cennamo (uit Renaisaance) was een tussenpaus.
AllMusic constateerde in terugblik dat het album vrij consistent was, maar roemde vooral de instrumentatie die voor een rockalbum uitbundig was.

## Musici
- Chris Farlowe- zang (tracks 1, 2, 4, 5, 7)
- Clem Clempson – gitaar, zang (3)
- Mark Clarke – basgitaar (1, 5, 7)
- Dave Greenslade – toetsinstrumenten, vibrafoon, achtergrondzang
- Dick Heckstall-Smith – sopraansaxofoon, tenorsaxofoon, spreeksteem (1)
- Jon Hiseman – drumstel, percussie

Met
- Barbara Thompson – dwarsfluit, altfluit, sopraansaxofoon, baritonsaxofoon, zang (1, 2, 3, 4)
- Neil Ardley; leider strijk- en blaasensemble (2,4) met
  - Derek Wadsworth – trombone
  - Harold Beckett – trompet, flugelhorn
  - Jack Rothstein, Trevor Williams – viool
  - Nicholas Kraemer – altviool
  - Charles Tunnell, Fred Alexander – cello

## Muziek
| Nr. | Titel                                                                    | Duur |
| --- | ------------------------------------------------------------------------ | ---- |
| 1.  | Three score and ten, Amern (Clempson, Greensalde, Hiseman)               | 5:38 |
| 2.  | Time lament (Greenslade)                                                 | 6:13 |
| 3.  | Take me back to doomsday (Clempson, Greensalde, Hiseman, Heckstall-Smit) | 4:25 |
| 4.  | The daughter of time (Barry Dennen, Greenslade, Heckstall-Smith)         | 3:33 |

| Nr. | Titel                                                   | Duur |
| --- | ------------------------------------------------------- | ---- |
| 1.  | Theme foe an imaginary western (Pete Brown, Jack Bruce) | 4:07 |
| 2.  | Bring out your dead (Clempson, Greenslade)              | 4:20 |
| 3.  | Downhill and shadows (Clempson, Hiseman, Tony Reeves)   | 6:13 |
| 4.  | The time machine (Hiseman)                              | 8:11 |

Reeves was de net opgestapte basgitarist en zou na de optredens medeoprichter zijn van Greenslade. Hij is wel te horen op track 8, maar wordt nergens genoemd. The time machine is een live opgenomen track (grotendeels drumsolo) tijdens een concert in de Royal Albert Hall op 2 juli 1970. Teksten handelen over de fascinatie voor oorlog.

## Nasleep
Het album haalde een notering van vijf weken in de Britse albumlijst met een piek op plaats 23. Het bleek dat de muziek maar moeilijk op het podium uitgevoerd kon worden; de arrangementen waren te complex  Het was tevens het laatste studioalbum van de band, er volgde nog een livealbum en de band werd opgedoekt. Niet veel later volgde Colosseum II. 
Het Vrije Volk omschreef het als een mengeling van Frank Zappa (exclusief het bizarre) en The Moody Blues (zonder de pretenties. In december 1970 volgde een dubbelconcert in het Concertgebouw samen met Golden Earring net terug uit de Verenigde Staten. De band moest optreden na een hoogtepunt van de Earring en ging aan eigen pretenties ten onder Heckstall-Smith miste in soli de aansluiting en Farlowe stelde zich aan, aldus De Telegraaf. Volgens Colosseum kwam dat mede doordat de Earring te lang speelde. Desondanks mocht het een special opnemen voor AVRO-televisie onder leiding van Rien van Wijk (uitgezonden in februari 1971). Er volgende diverse heruitgaven van het album; in 2019 verscheen een nieuwe elpeepersing.